# リェイダ・エスポルティウ
クルブ・リェイダ・エスポルティウ（Club Lleida Esportiu）は、スペイン・カタルーニャ州リェイダ県リェイダに本拠地を置くサッカークラブ。2011年に設立された。現在はセグンダ・フェデラシオン（4部相当）に所属している。

## 歴史
2011年5月、UEリェイダは2720万ユーロの負債を抱え破産、70年の歴史に幕を下ろした。UEリェイダの地位は競売にかけられ、地元の起業家シスコ・プジョルが落札した。プジョルはリェイダ・エスポルティウを新たに立ち上げ、クラブはUEリェイダの地位を引き継ぎセグンダ・ディビシオンBに参戦した。
2011年8月6日、クラブ初の対外試合として、CFポブラ・デ・マフメットとの親善試合が開催された (結果は2–0)。21日、クラブ初の公式戦(CFレウス・デポルティウ戦)が開催された(結果は1-3)。
創設2年目の2012-13シーズンはリーグ戦を4位で終え、クラブ初の昇格プレーオフ進出を果たした(結果は2回戦敗退)。3回目の挑戦となった2016年は最終の3回戦まで進んだが、PK戦の末、セビージャ・アトレティコに敗れた。
2016-17シーズンのコパ・デル・レイではラウンド32でレアル・ソシエダ相手に3点差をひっくり返す激闘を演じ、クラブ初のベスト16入りを果たした。8強入りをかけた次のラウンドでアトレティコ・マドリードに敗れた。

## 成績
| シーズン | 部 | ディビジョン | 順位    | コパ・デル・レイ |
| -------- | -- | ------------ | ------- | ---------------- |
| 2011-12  | 3  | セグンダB    | 7位     | 1回戦敗退        |
| 2012-13  | 3  | セグンダB    | 4位     | 2回戦敗退        |
| 2013-14  | 3  | セグンダB    | 3位     | ベスト32         |
| 2014-15  | 3  | セグンダB    | 5位     | 3回戦敗退        |
| 2015-16  | 3  | セグンダB    | 4位     | 3回戦敗退        |
| 2016-17  | 3  | セグンダB    | 8位     | 2回戦敗退        |
| 2017-18  | 3  | セグンダB    | 7位     | ベスト16         |
| 2018-19  | 3  | セグンダB    | 6位     | 3回戦敗退        |
| 2019-20  | 3  | セグンダB    | 5位     | 1回戦敗退        |
| 2020-21  | 3  | セグンダB    | 7位/4位 | 1回戦敗退        |
| 2021-22  | 4  | セグンダRFEF | 5位     |                  |
| 2022-23  | 4  | 連盟2部      | 1位     | 1回戦敗退        |
| 2023-24  | 4  | 連盟2部      | 位      |                  |

- 10シーズン - セグンダ・ディビシオンB
- 3シーズン - セグンダ・フェデラシオン

## 歴代監督
- グスタボ・シビエロ 2016-2017
- ガブリ・ガルシア 2021-2022

## 歴代所属選手
- ビクトル・イバニェス 2011-2012
- ジャウメ・ソブレグラウ 2011-2012
- ホルヘ・ミラモン 2012-2015
- アゴスティーニョ・カ 2015-2016
- シャビ・キンティージャ 2016-2017
- ジャン・マリー・ドングー 2019